# (988) Appella
(988) Appella ist ein Asteroid des Hauptgürtels, der am 10. November 1922 vom russischen Astronomen Beniamin Pawlowitsch Schechowski in Algier entdeckt wurde.
Der Asteroid ist nach dem französischen Mathematiker und Astronomen Paul Émile Appell benannt.